# Лунинец
Лу́нинец (бел. Лу́нінец) — город в Брестской области Беларуси, расположенный в 228 км от Бреста. Расположен рядом с рекой Припять. Административный центр Лунинецкого района. Является железнодорожным узлом, расположена станция Лунинец.
Численность населения — 23 469 человек (на 1 января 2025 года).
Вокруг Лунинца расположены поля, на которых выращивают клубнику, являющуюся неофициальным символом не только города, но и всего района.

## Геральдика
В средневековье Лунинец не имел своего герба и флага и получил геральдические символы уже в наше время. В голубом поле герба три серебряные фигуры. Сверху располагается корона, символизирующая принадлежность города во времена Великого княжества Литовского к княжеским владениям. В центре изображены две пересекающиеся стрелы — символ движения, что ассоциируется с железнодорожным узлом, а ниже — цветок лилии, который напоминает о природе Лунинетчины, в частности Белого озера (к эндемическим видам которого относится прибрежно-водное растение водная лобелия семейства колокольчиковых).
Герб зарегистрирован в Гербовом матрикуле Республики Беларусь 28 сентября 1998 года № 25. Герб и положение о нём было утверждено решением Лунинецкого районного Совета депутатов от 25 сентября 1998 года № 131, флага – от 15 июня 2001 года № 90.

## История

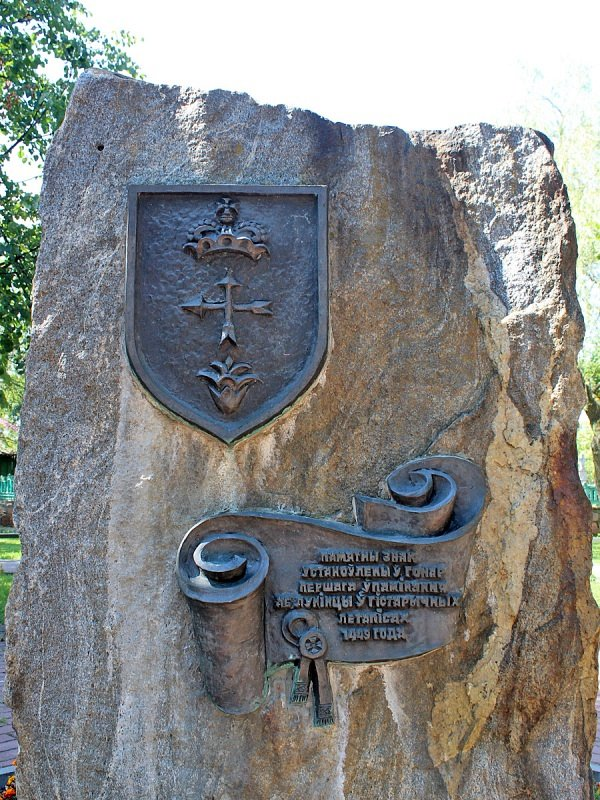
Памятный знак первому упоминаю Лунинца в летописях

Лунинец впервые упоминается в исторических источниках в 1449 году как деревня Малый Лунин. С 1540 года известно как село Лунинец, принадлежащее воеводе полоцкому Станиславу Довойне. В 1588 году в селе было 484 жителей, 74 дома, а также винокурня. В 1622 году владелец Константин Долмат подарил село вместе с крестьянами Дятловичскому мужскому монастырю.
В 1793 году в результате второго раздела Речи Посполитой село вошло в состав Пинского уезда Российской империи. По данным на 1795 год, население составляло 624 жителя, было 75 домов.
В 1842 году имения и земли монастыря переданы в казну, жители стали государственными крестьянами. В связи со строительством Полесских железных дорог население увеличилось — в 1897 году оно составило 3167 человек, 855 дворов. Работали две мельницы, народное училище, церковно-приходская школа.
В феврале 1918 года деревня оккупирована немцами, в 1919—1939 годах Лунинец входил в состав Второй Речи Посполитой и был центром Лунинецкого повета Полесского воеводства. В это время в городе проживало чуть более 8 тысяч человек. Было завершено строительство Свято-Крестовоздвиженской православной церкви, которая действует и по сей день. Также был построен костёл Святого Иосифа.
В 1939 году в результате польского похода Красной Армии Лунинец вошёл в состав Белорусской ССР. На тот момент в Лунинце проживало около 8,3 тыс. жителей. В ходе Великой Отечественной войны находился под немецкой оккупацией с 10 июля 1941 по 10 июля 1944 года. Освобождён частями 23-й сд и 55-й сд Красной Армии при содействии кораблей Днепровской военной флотилии.
22 августа 1997 года административные единицы Лунинецкий район и город Лунинец, имеющие общий административный центр, объединены в одну административную единицу — Лунинецкий район с административным центром город Лунинец.

## Население
Численность населения — 23 469 человек (на 1 января 2025 года). По состоянию на 1 января 2023 года, численность населения города составляет 23 548 человек.
| Численность населения: |
| График не отображается по техническим причинам. Чтобы исправить это, воспроизведите график в новом формате, если это возможно. |

| Год       | 1897 | 1931 | 1959   | 1970   | 1979   | 1989   | 2001   | 2011   | 2018   | 2019   | 2020   | 2021   | 2022 | 2023    | 2024 | 2025    |
| --------- | ---- | ---- | ------ | ------ | ------ | ------ | ------ | ------ | ------ | ------ | ------ | ------ | ---- | ------- | ---- | ------- |
| Население | 3200 | 8698 | 10 300 | 14 300 | 18 539 | 23 213 | 23 800 | 23 803 | 24 816 | 23 587 | 23 693 | 23 734 |      | ▼23 548 |      | ▼23 469 |

В 2017 году в Лунинце родилось 295 и умерло 119 человек. Коэффициент рождаемости — 11,9 на 1000 человек (средний показатель по району — 11,8, по Брестской области — 11,8, по Республике Беларусь — 10,8), коэффициент смертности — 8,8 на 1000 человек (средний показатель по району — 13,9, по Брестской области — 12,8, по Республике Беларусь — 12,6).

## Транспорт

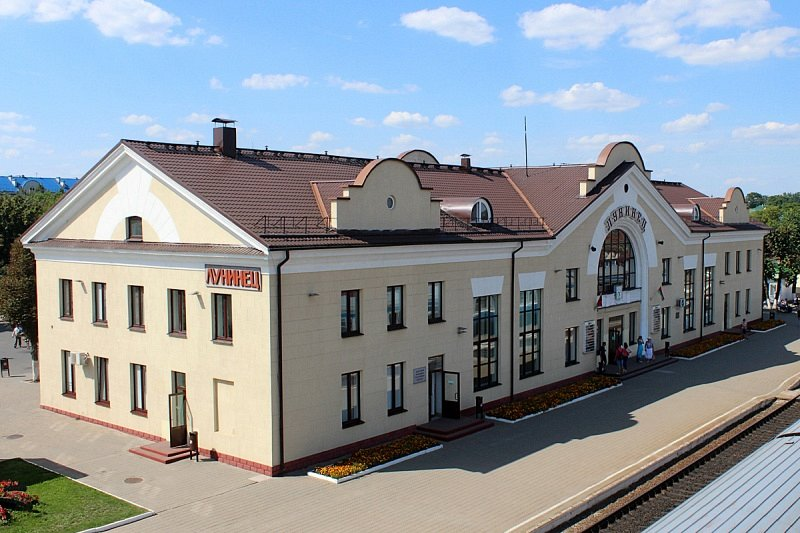
Здание железнодорожного вокзала

В конце XIX — начале XX веков Лунинец стал важным железнодорожным узлом. В 1884—1886 годах было открыто движение поездов на Гомель, Ровно, Вильну и Брест, рядом с деревней вырос крупный железнодорожный узел с депо, мастерскими и другими строениями, был построен железнодорожный вокзал.

## Экономика
Важную роль в экономике города играет железная дорога. В Лунинце располагается завод «Полесьеэлектромаш» (1047 сотрудников, производит различные модели электродвигателей, электроконфорок, электроплит, центробежных насосов, чугунное и алюминиевое литьё), ремонтно-механический завод, «Лунинецкий молочный завод», «Лунинецлес», деревообрабатывающий комбинат, Лунинецкое РПО, ЧУП «Виктория» (производитель алюминиевой посуды).

## Спорт
В 2011 году в городе открыт ледовый дворец — аналог арен, возведённых ранее в Пружанах и Кобрине. Имеется плавательный бассейн (открыт в 2012 году). Помимо этого в городе существовал мотобольный клуб «Лунинец», неоднократно побеждавший в первенстве Европы по данному виду спорта. В первенстве Беларуси по футболу играли футбольные клубы «Лунинец» и «Полесье». В 2009 году был открыт стадион «Полесье», рассчитанный на 3000 человек, на нём есть большое поле и два маленьких. Летом на маленьких полях разрешено играть в футбол, а зимой за плату разрешено кататься на лыжах.

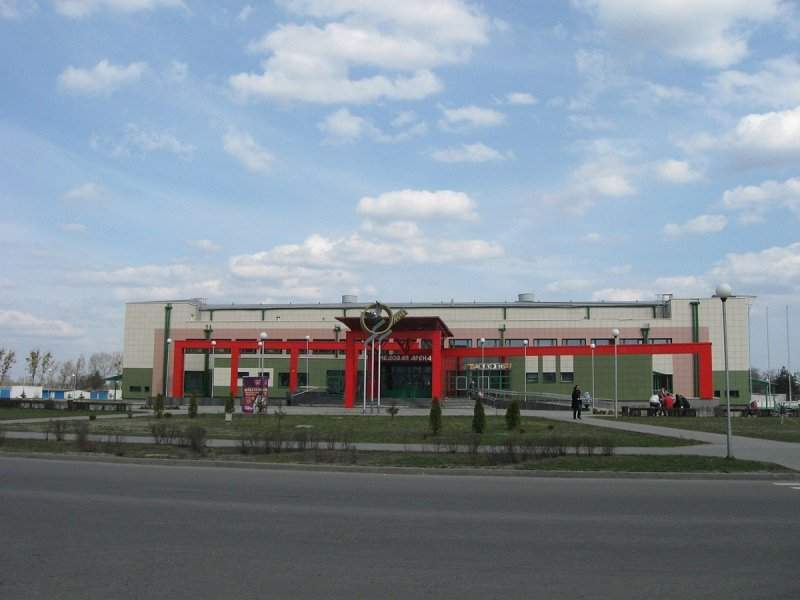
Ледовый дворец
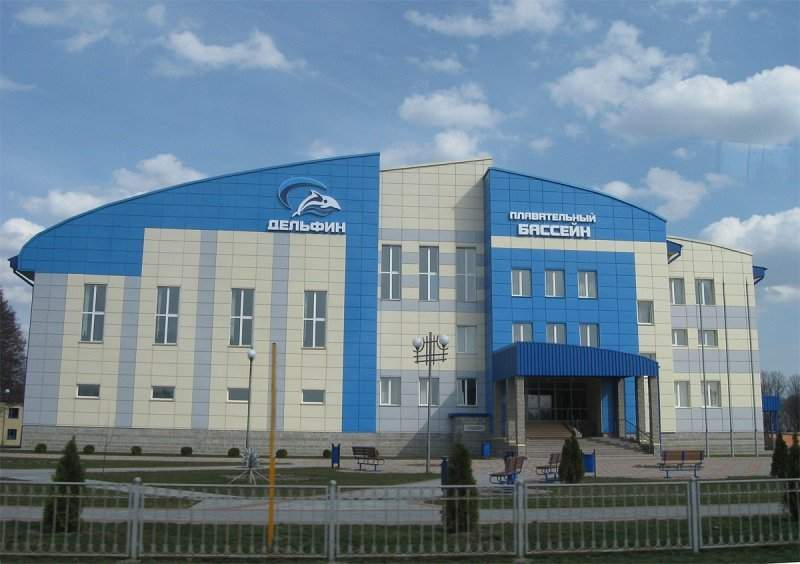
Плавательный бассейн
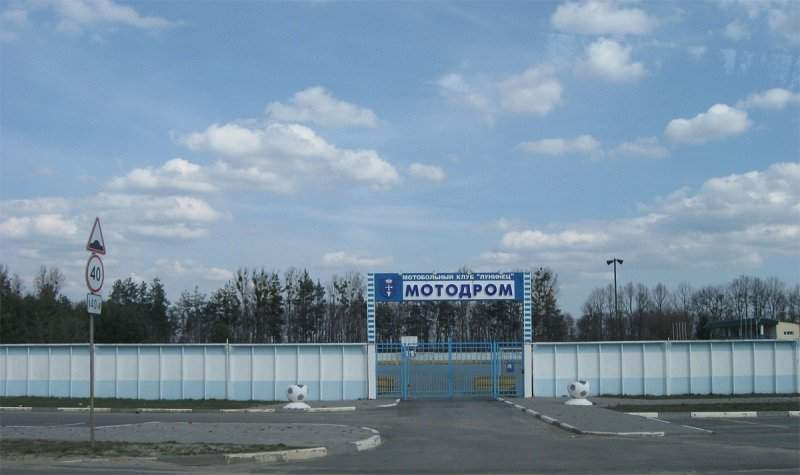
Мотодром

## Образование
В Лунинце действует 2 профессионально-технических колледжа — политехнический и сельскохозяйственного производства.

## Культура
В Лунинце расположен Краеведческий музей.

## Достопримечательность
- Крестовоздвиженская церковь (1912-1921) —  Историко-культурная ценность Республики Беларусь, шифр 113Г000453
- Костёл Святого Иосифа (1931)
- Братская могила, в сквере по ул. Советской —  Историко-культурная ценность Республики Беларусь, шифр 113Д000452
- Курган Бессмертия (1967)
- Церковь в честь иконы Божией Матери «Взыскание погибших» (2013)

### Памятник, скульптура
- Памятник В. И. Ленину
- Памятник-самолёт МиГ-17
- Памятный знак в честь первого упоминания о Лунинце в исторических летописях 1449 года
- Памятный знак постройке Полесских железных дорог

### Утраченное наследие
- Синагога

## Галерея

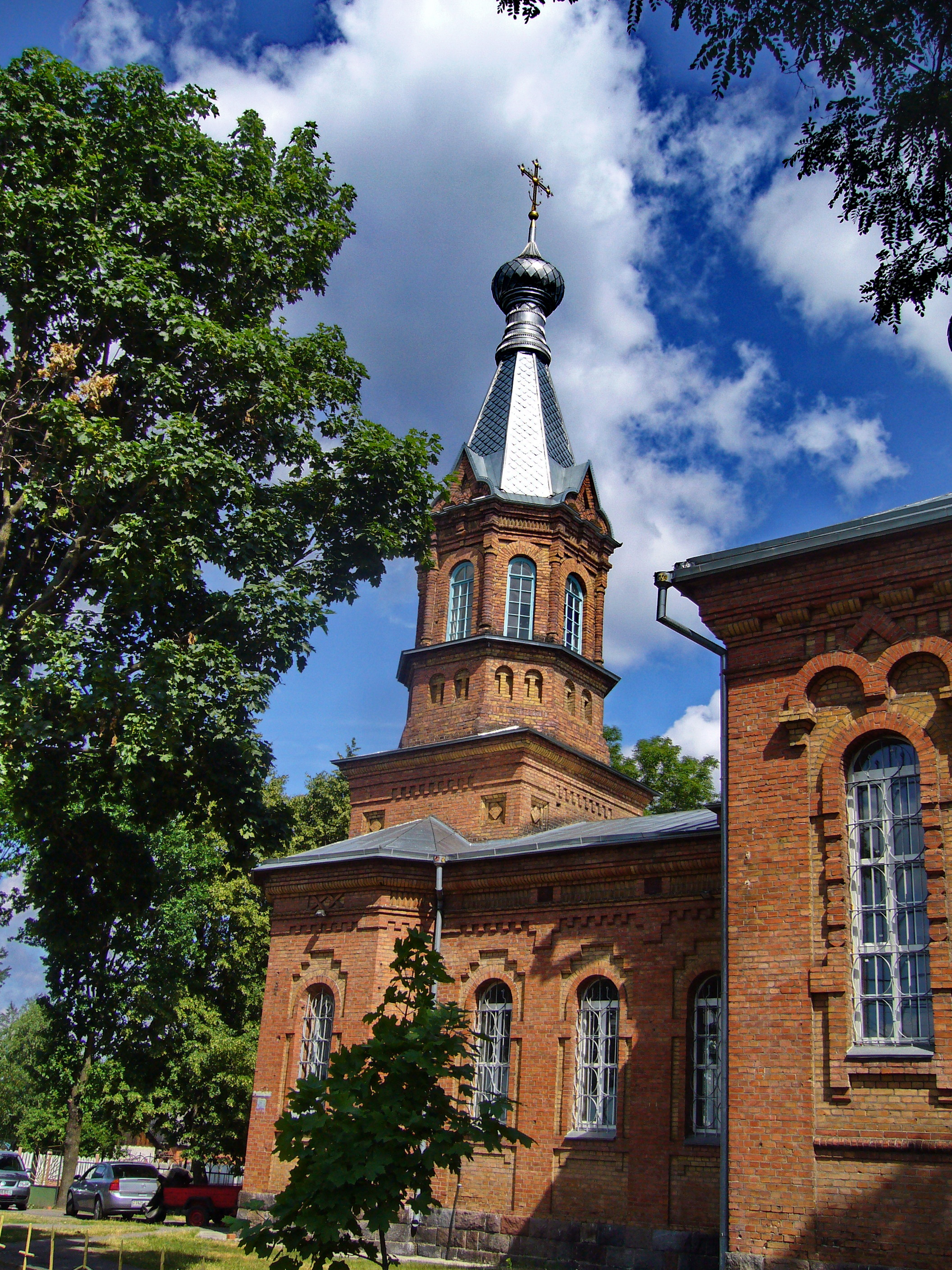
Крестовоздвиженская церковь
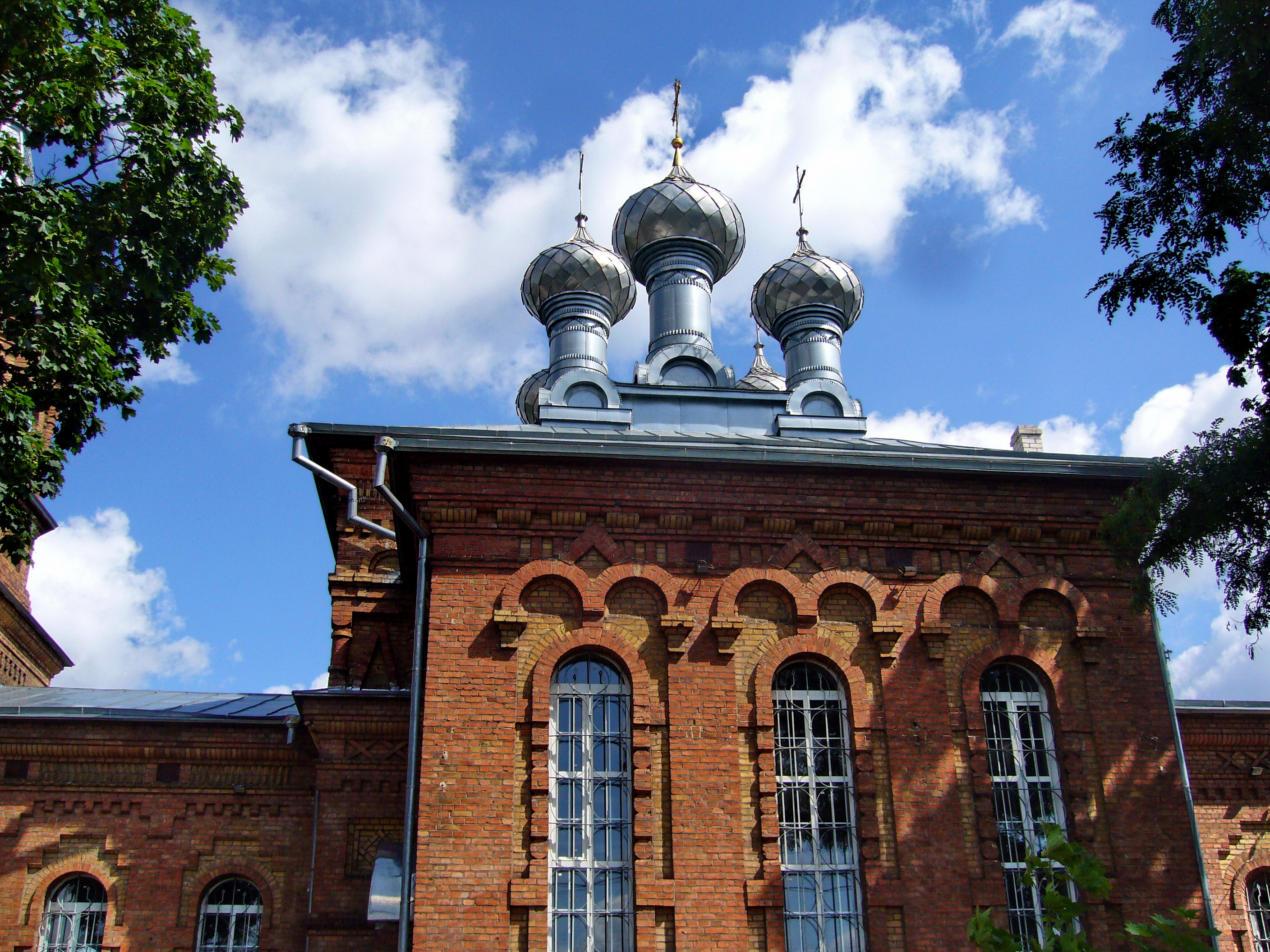
Крестовоздвиженская церковь
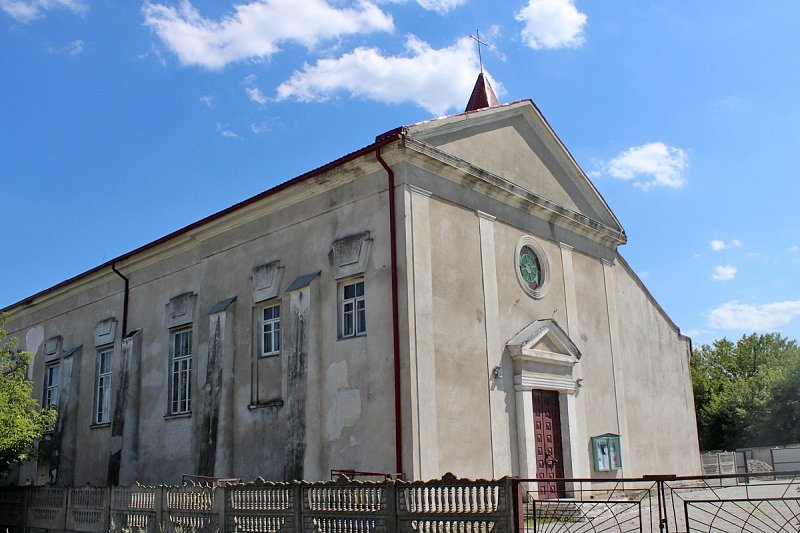
Костёл Святого Иосифа
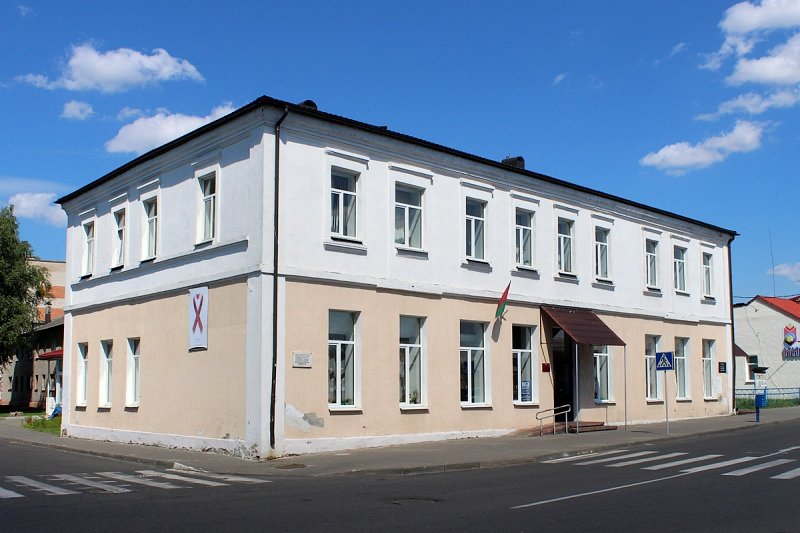
Здание, в котором в конце 1918 — начале 1919 гг. находился штаб Полесских повстанцев, возглавляемых верным ленинцем-большевиком Н. А. Ильиным
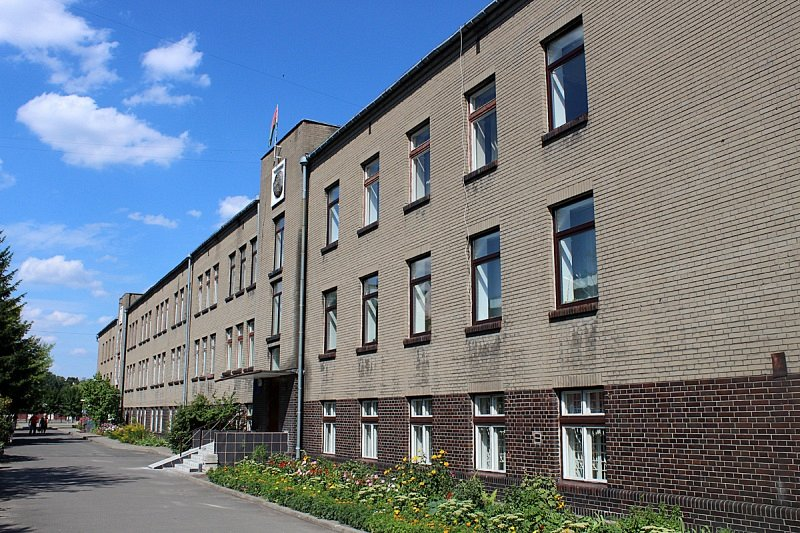
Бывшая казарма (ныне — библиотека)
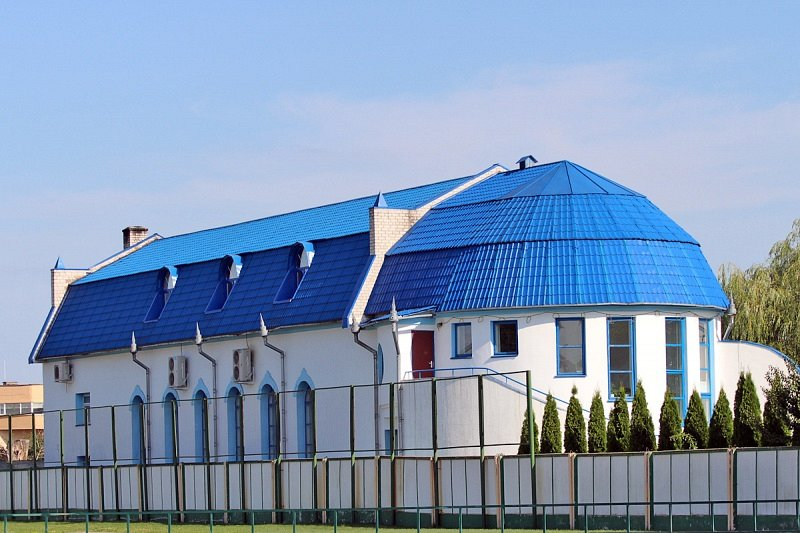
Бывшее здание военной котельной (ныне — Храм)
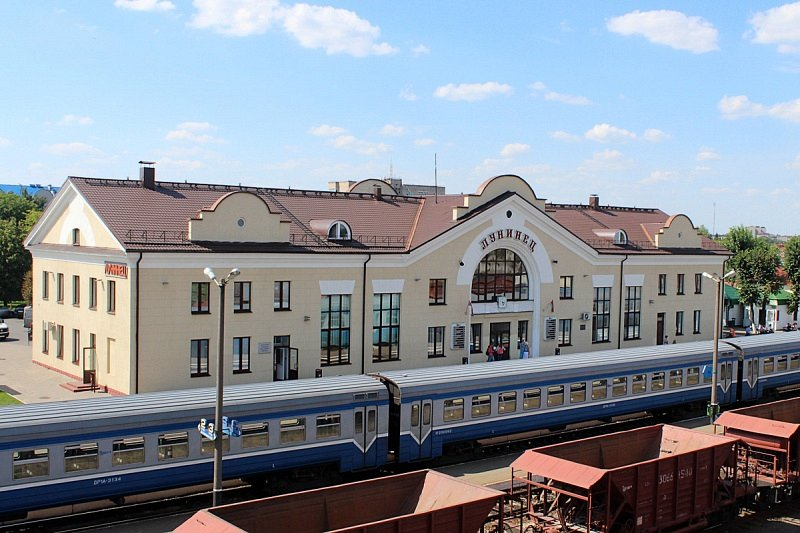
Здание Железнодорожного вокзала
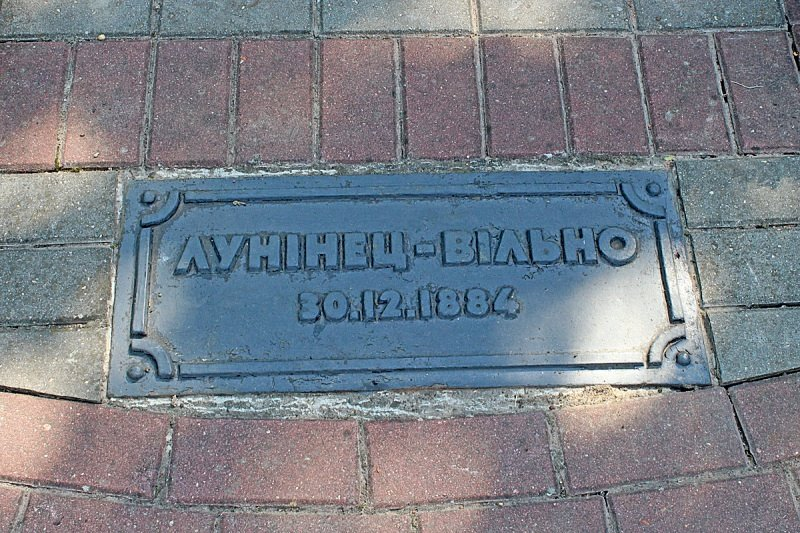
Памятный знак постройке Полесских железных дорог
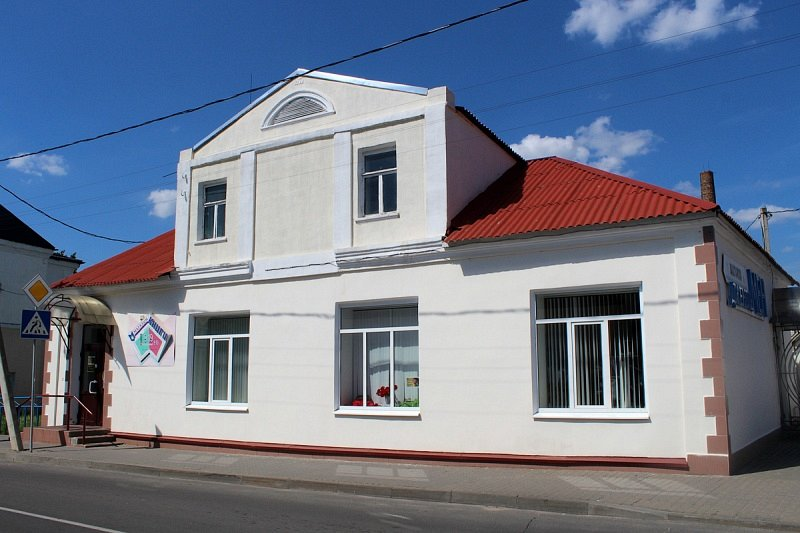
Здание
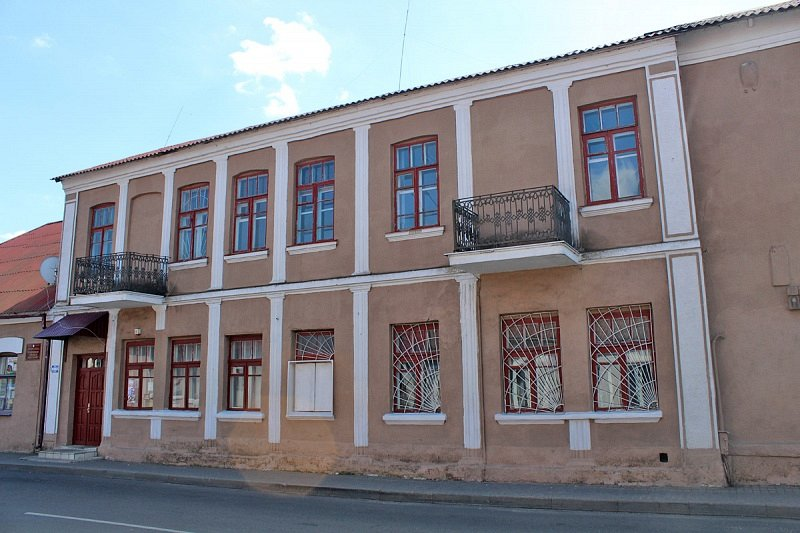
Здание
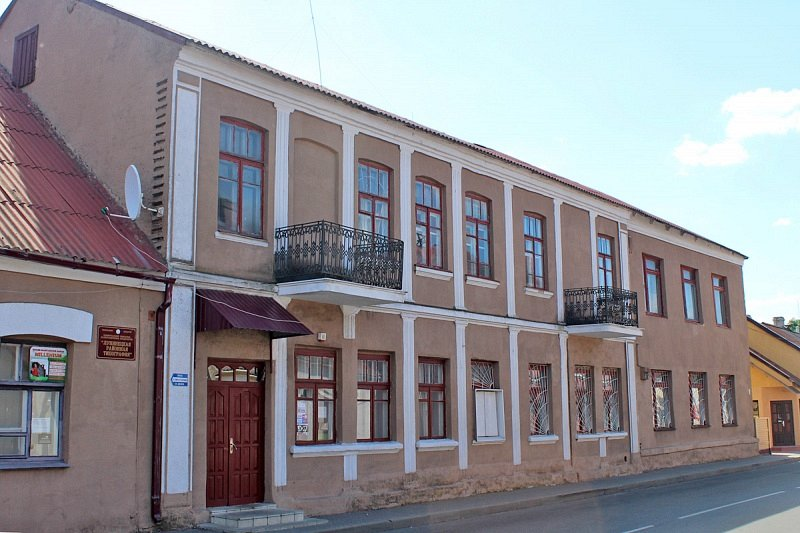
Здание
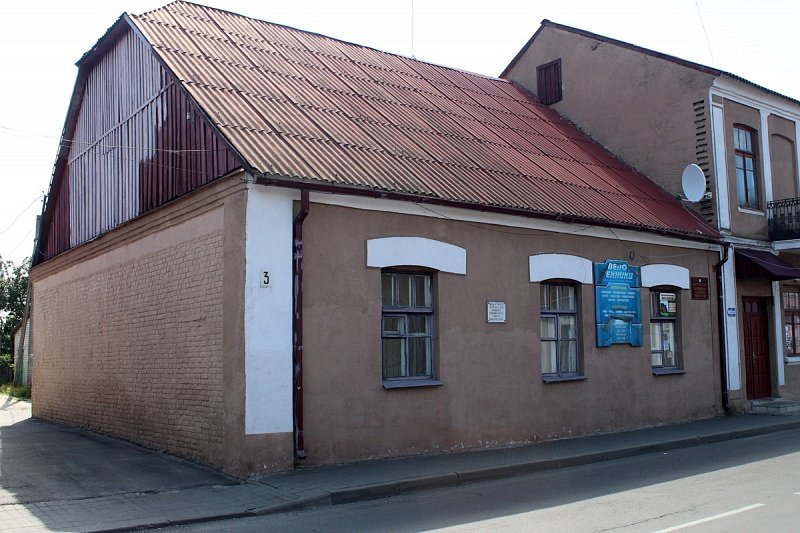
Здание, в котором с 11 марта по 10 июля 1919 года находился Революционный комитет Пинского уезда
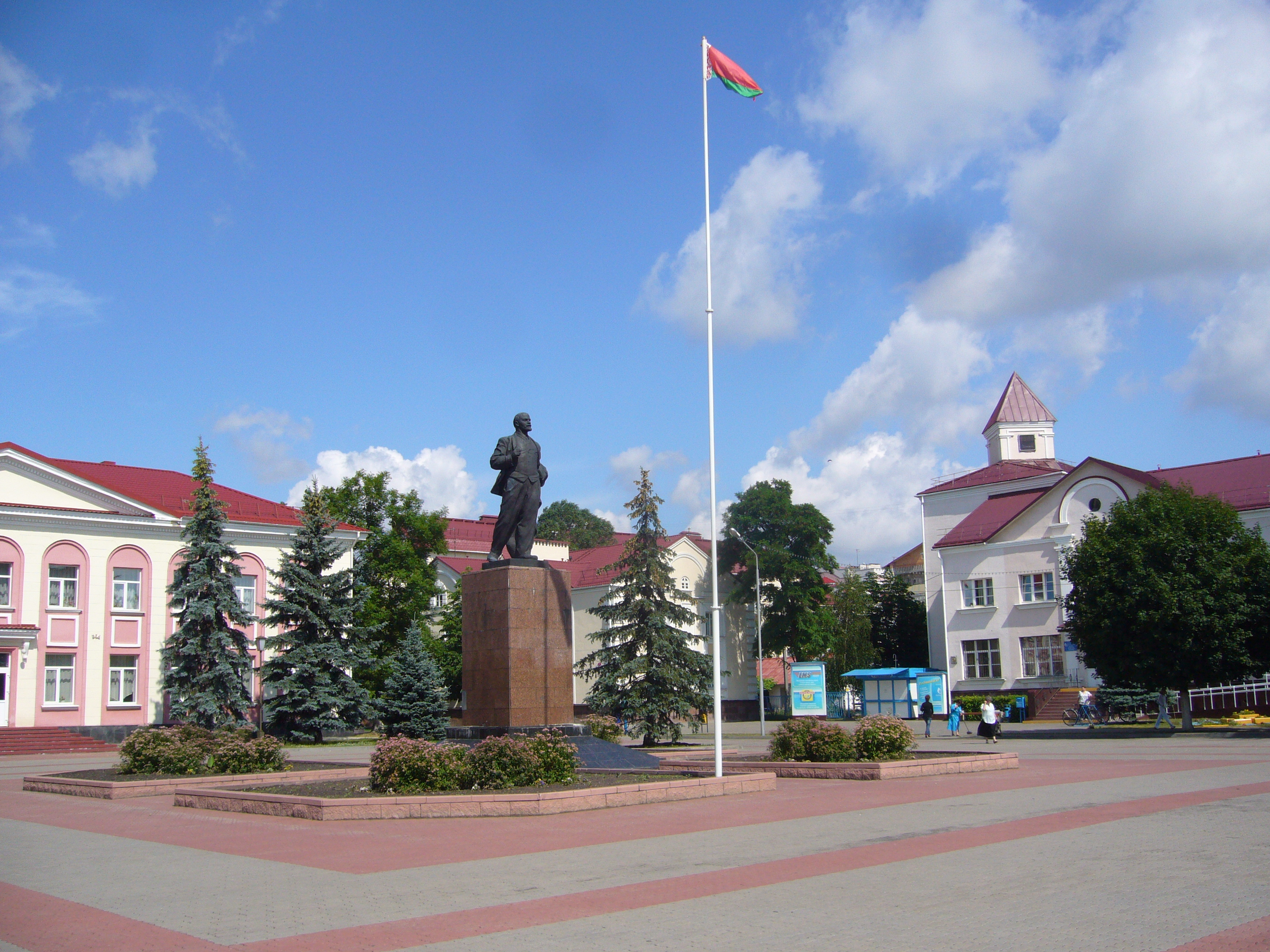
Площадь
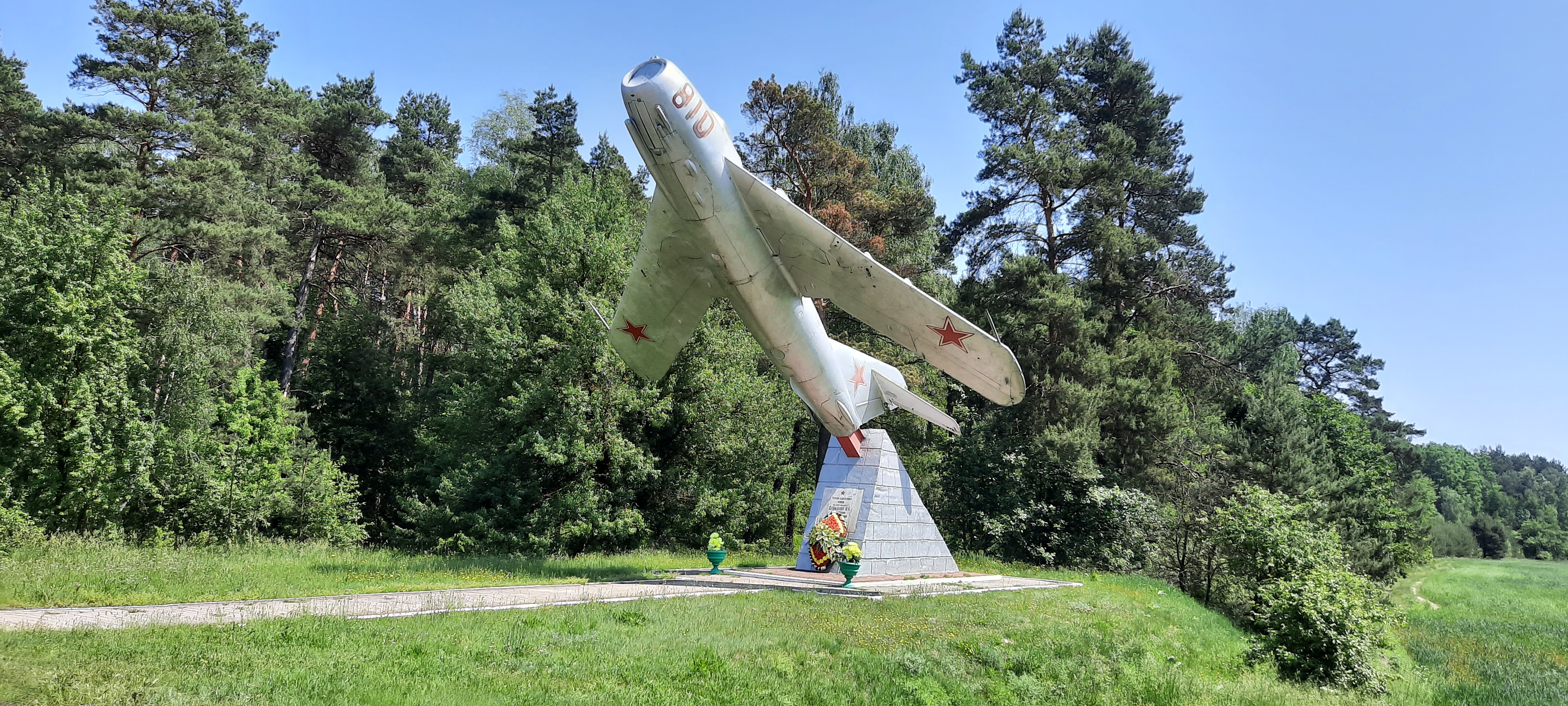
Самолёт

## Туризм
- Агроэкотуризм.

## СМИ
Выпускается газета «Лунінецкія навіны».

## Международное сотрудничество
Города-побратимы:
- Шенефельд (Германия)[28]
- Пилава-Гурна (Польша)
- Полесск (Россия)
- Среднеахтубинский муниципальный район (Россия)
- Лимбажи (Латвия)[29]

## Известные уроженцы
В Лунинце родился Макс Корж, в песнях которого город не раз упоминается.